# Puchar Świata w Piłce Siatkowej Kobiet 2003
Puchar Świata w Piłce Siatkowej Kobiet 2003 – zawody będące pierwszą kwalifikacją do Igrzysk Olimpijskich w Atenach w 2004 roku. Turniej odbywał się w dniach 1–15 listopada 2003 roku w Japonii.

## Formuła Pucharu Świata
- W zawodach brało udział 12 zespołów (gospodarz – Japonia plus 9 z kwalifikacji oraz 2 zaproszone).
- Do turnieju 9 zespołów kwalifikowało się na podstawie mistrzostw poszczególnych kontynentów. Dla Afryki było zarezerwowane jedno miejsce, dla pozostałych kontynentów po dwa.
- Pozostałe dwa zespoły uzyskały kwalifikację poprzez otrzymanie „dzikiej karty” od FIVB.
- Zespoły rozgrywały mecze systemem „każdy z każdym”.
- Przy ustalaniu kolejności zespołów w tabeli decydujące będzie: punkty i liczba meczów wygranych, współczynnik punktowy (iloraz punktów zdobytych do straconych), współczynnik setowy (iloraz setów zdobytych do straconych).
- Kwalifikację olimpijską otrzymają trzy najlepsze zespoły w końcowej tabeli.

Każdy zespół może zgłosić 12 zawodników do Pucharu Świata. Nie ma możliwości późniejszej zmiany zgłoszonych zawodników, nawet w przypadku kontuzji któregoś z nich.

## Uczestnicy
- Japonia – gospodarz
- Polska – mistrz Europy
- Turcja – wicemistrz Europy
- Chiny – mistrz Azji
- Korea Południowa – brązowy medalista Mistrzostw Azji**
- Egipt – mistrz Afryki
- Stany Zjednoczone – mistrz Ameryki Północnej
- Kuba – wicemistrz Ameryki Północnej
- Brazylia – mistrz Ameryki Południowej
- Argentyna – wicemistrz Ameryki Południowej
- Włochy – „dzika karta”
- Dominikana – „dzika karta”

Reprezentacja Korei Południowej zajęła miejsce wicemistrza Azji Japonii, gdyż Japonia jest gospodarzem turnieju i miała już zapewniony start w Pucharze Świata.

## I runda

### Tokio
| Data | Drużyna 1         | Wynik | Drużyna 2         | 1     | 2     | 3     | 4     | 5     | * |
| ---- | ----------------- | ----- | ----------------- | ----- | ----- | ----- | ----- | ----- | - |
| 1.11 | Korea Południowa  | 2:3   | Stany Zjednoczone | 21:25 | 19:25 | 25:21 | 25:22 | 13:15 |   |
| 1.11 | Włochy            | 3:0   | Egipt             | 25:13 | 25:11 | 25:13 |       |       |   |
| 1.11 | Argentyna         | 0:3   | Japonia           | 16:25 | 20:25 | 23:25 |       |       |   |
| 2.11 | Włochy            | 3:0   | Korea Południowa  | 25:14 | 25:19 | 25:17 |       |       |   |
| 2.11 | Stany Zjednoczone | 3:0   | Argentyna         | 25:11 | 25:14 | 25:14 |       |       |   |
| 2.11 | Japonia           | 3:0   | Egipt             | 25:10 | 25:15 | 25:21 |       |       |   |
| 3.11 | Stany Zjednoczone | 3:0   | Włochy            | 25:22 | 25:22 | 25:19 |       |       |   |
| 3.11 | Egipt             | 0:3   | Argentyna         | 14:25 | 13:25 | 16:25 |       |       |   |
| 3.11 | Japonia           | 3:2   | Korea Południowa  | 23:25 | 25:21 | 26:28 | 25:15 | 15:12 |   |

### Kagoshima
| Data | Drużyna 1  | Wynik | Drużyna 2  | 1     | 2     | 3     | 4     | 5     | * |
| ---- | ---------- | ----- | ---------- | ----- | ----- | ----- | ----- | ----- | - |
| 2.11 | Dominikana | 1:3   | Kuba       | 15:25 | 17:25 | 25:22 | 19:25 |       |   |
| 2.11 | Brazylia   | 1:3   | Chiny      | 25:14 | 18:25 | 19:25 | 6:25  |       |   |
| 2.11 | Turcja     | 2:3   | Polska     | 28:26 | 25:27 | 25:20 | 11:25 | 12:15 |   |
| 3.11 | Dominikana | 3:1   | Polska     | 25:21 | 25:17 | 25:27 | 25:21 |       |   |
| 3.11 | Chiny      | 3:0   | Kuba       | 25:20 | 25:17 | 25:19 |       |       |   |
| 3.11 | Brazylia   | 3:1   | Turcja     | 27:29 | 25:19 | 25:23 | 25:10 |       |   |
| 4.11 | Chiny      | 3:0   | Dominikana | 25:12 | 25:12 | 25:15 |       |       |   |
| 4.11 | Polska     | 0:3   | Brazylia   | 19:25 | 18:25 | 18:25 |       |       |   |
| 4.11 | Kuba       | 2:3   | Turcja     | 25:22 | 25:22 | 20:25 | 23:25 | 14:16 |   |

## II runda

### Nagoja
| Data | Drużyna 1         | Wynik | Drużyna 2         | 1     | 2     | 3     | 4     | 5 | * |
| ---- | ----------------- | ----- | ----------------- | ----- | ----- | ----- | ----- | - | - |
| 5.11 | Stany Zjednoczone | 3:0   | Egipt             | 25:16 | 25:17 | 25:20 |       |   |   |
| 5.11 | Korea Południowa  | 3:0   | Argentyna         | 25:21 | 25:16 | 25:16 |       |   |   |
| 5.11 | Włochy            | 3:1   | Japonia           | 25:22 | 25:19 | 15:25 | 25:11 |   |   |
| 6.11 | Egipt             | 0:3   | Korea Południowa  | 10:25 | 11:25 | 13:25 |       |   |   |
| 6.11 | Argentyna         | 0:3   | Włochy            | 12:25 | 16:25 | 18:25 |       |   |   |
| 6.11 | Japonia           | 0:3   | Stany Zjednoczone | 15:25 | 22:25 | 19:25 |       |   |   |

### Sendai
| Data | Drużyna 1 | Wynik | Drużyna 2  | 1     | 2     | 3     | 4     | 5    | * |
| ---- | --------- | ----- | ---------- | ----- | ----- | ----- | ----- | ---- | - |
| 5.11 | Kuba      | 3:0   | Polska     | 25:19 | 27:25 | 27:25 |       |      |   |
| 5.11 | Brazylia  | 3:2   | Dominikana | 17:25 | 25:18 | 24:26 | 26:24 | 15:7 |   |
| 5.11 | Chiny     | 3:1   | Turcja     | 25:10 | 24:26 | 25:21 | 25:21 |      |   |
| 6.11 | Polska    | 0:3   | Chiny      | 16:25 | 19:25 | 17:25 |       |      |   |
| 6.11 | Turcja    | 3:0   | Dominikana | 25:22 | 25:18 | 25:23 |       |      |   |
| 6.11 | Kuba      | 2:3   | Brazylia   | 23:25 | 16:25 | 39:37 | 28:26 | 9:15 |   |

## III runda

### Sapporo
| Data  | Drużyna 1         | Wynik | Drużyna 2  | 1     | 2     | 3     | 4     | 5     | * |
| ----- | ----------------- | ----- | ---------- | ----- | ----- | ----- | ----- | ----- | - |
| 8.11  | Stany Zjednoczone | 2:3   | Polska     | 21:25 | 29:31 | 25:22 | 25:21 | 12:15 |   |
| 8.11  | Włochy            | 3:0   | Dominikana | 25:13 | 25:15 | 25:17 |       |       |   |
| 8.11  | Japonia           | 3:0   | Turcja     | 25:21 | 25:16 | 25:16 |       |       |   |
| 9.11  | Włochy            | 3:0   | Polska     | 25:15 | 25:17 | 25:22 |       |       |   |
| 9.11  | Stany Zjednoczone | 3:2   | Turcja     | 24:26 | 25:22 | 26:24 | 22:25 | 15:10 |   |
| 9.11  | Japonia           | 3:1   | Dominikana | 25:17 | 23:25 | 25:19 | 26:24 |       |   |
| 10.11 | Stany Zjednoczone | 3:0   | Dominikana | 25:17 | 25:22 | 25:21 |       |       |   |
| 10.11 | Włochy            | 3:1   | Turcja     | 20:25 | 25:18 | 25:21 | 25:20 |       |   |
| 10.11 | Japonia           | 3:2   | Polska     | 25:22 | 25:20 | 22:25 | 23:25 | 15:11 |   |

### Toyama
| Data  | Drużyna 1 | Wynik | Drużyna 2        | 1     | 2     | 3     | 4     | 5     | * |
| ----- | --------- | ----- | ---------------- | ----- | ----- | ----- | ----- | ----- | - |
| 8.11  | Kuba      | 3:0   | Argentyna        | 25:15 | 25:16 | 25:19 |       |       |   |
| 8.11  | Brazylia  | 3:0   | Egipt            | 25:14 | 25:8  | 25:18 |       |       |   |
| 8.11  | Chiny     | 3:0   | Korea Południowa | 25:10 | 25:19 | 25:14 |       |       |   |
| 9.11  | Kuba      | 3:0   | Egipt            | 25:15 | 25:10 | 25:16 |       |       |   |
| 9.11  | Chiny     | 3:0   | Argentyna        | 25:16 | 25:15 | 25:19 |       |       |   |
| 9.11  | Brazylia  | 3:0   | Korea Południowa | 25:18 | 25:21 | 26:24 |       |       |   |
| 10.11 | Kuba      | 3:2   | Korea Południowa | 23:25 | 25:18 | 18:25 | 25:17 | 15:13 |   |
| 10.11 | Brazylia  | 3:0   | Argentyna        | 25:18 | 25:19 | 25:12 |       |       |   |
| 10.11 | Chiny     | 3:0   | Egipt            | 25:11 | 25:16 | 25:11 |       |       |   |

## IV runda

### Osaka
| Data  | Drużyna 1         | Wynik | Drużyna 2 | 1     | 2     | 3     | 4     | 5     | * |
| ----- | ----------------- | ----- | --------- | ----- | ----- | ----- | ----- | ----- | - |
| 13.11 | Włochy            | 0:3   | Kuba      | 22:25 | 22:25 | 22:25 |       |       |   |
| 13.11 | Stany Zjednoczone | 2:3   | Chiny     | 20:25 | 25:20 | 26:24 | 20:25 | 11:15 |   |
| 13.11 | Japonia           | 0:3   | Brazylia  | 21:25 | 21:25 | 23:25 |       |       |   |
| 14.11 | Stany Zjednoczone | 0:3   | Brazylia  | 15:25 | 23:25 | 20:25 |       |       |   |
| 14.11 | Włochy            | 0:3   | Chiny     | 24:26 | 18:25 | 20:25 |       |       |   |
| 14.11 | Japonia           | 3:2   | Kuba      | 15:25 | 25:19 | 21:25 | 5:21  | 15:13 |   |
| 15.11 | Włochy            | 1:3   | Brazylia  | 20:25 | 12:25 | 25:23 | 19:25 |       |   |
| 15.11 | Stany Zjednoczone | 3:0   | Kuba      | 25:23 | 25:18 | 25:17 |       |       |   |
| 15.11 | Japonia           | 0:3   | Chiny     | 18:25 | 18:25 | 13:25 |       |       |   |

| Data  | Drużyna 1  | Wynik | Drużyna 2        | 1     | 2     | 3     | 4     | 5 | * |
| ----- | ---------- | ----- | ---------------- | ----- | ----- | ----- | ----- | - | - |
| 13.11 | Dominikana | 0:3   | Korea Południowa | 20:25 | 21:25 | 16:25 |       |   |   |
| 13.11 | Polska     | 3:0   | Argentyna        | 25:16 | 25:18 | 25:21 |       |   |   |
| 13.11 | Turcja     | 3:0   | Egipt            | 25:20 | 25:15 | 25:08 |       |   |   |
| 14.11 | Polska     | 3:0   | Korea Południowa | 25:19 | 27:25 | 25:21 |       |   |   |
| 14.11 | Turcja     | 3:0   | Argentyna        | 25:14 | 25:18 | 25:21 |       |   |   |
| 14.11 | Dominikana | 3:0   | Egipt            | 25:14 | 25:15 | 25:19 |       |   |   |
| 15.11 | Turcja     | 3:0   | Korea Południowa | 25:22 | 25:18 | 25:17 |       |   |   |
| 15.11 | Dominikana | 3:1   | Argentyna        | 25:17 | 25:22 | 18:25 | 26:24 |   |   |
| 15.11 | Polska     | 3:0   | Egipt            | 25:16 | 25:15 | 25:10 |       |   |   |

## Tabela
| Lp. | Drużyna           | Pkt | Mecze | Mecze | Mecze | Sety | Sety | Sety  | Małe punkty | Małe punkty | Małe punkty |
| Lp. | Drużyna           | Pkt | M     | W     | P     | wyg. | prz. | ratio | zdob.       | str.        | ratio       |
| --- | ----------------- | --- | ----- | ----- | ----- | ---- | ---- | ----- | ----------- | ----------- | ----------- |
| 1   | Chiny             | 22  | 11    | 11    | 0     | 33   | 4    | 8.250 | 898         | 608         | 1.477       |
| 2   | Brazylia          | 21  | 11    | 10    | 1     | 31   | 7    | 4.429 | 932         | 691         | 1.349       |
| 3   | Stany Zjednoczone | 19  | 11    | 8     | 3     | 28   | 13   | 2.154 | 942         | 837         | 1.125       |
| 4   | Włochy            | 18  | 11    | 7     | 4     | 22   | 14   | 1.571 | 827         | 717         | 1.153       |
| 5   | Japonia           | 18  | 11    | 7     | 4     | 22   | 19   | 1.158 | 896         | 865         | 1.036       |
| 6   | Kuba              | 17  | 11    | 6     | 5     | 24   | 18   | 1.333 | 946         | 889         | 1.064       |
| 7   | Turcja            | 16  | 11    | 5     | 6     | 22   | 20   | 1.100 | 914         | 856         | 1.068       |
| 8   | Polska            | 16  | 11    | 5     | 6     | 18   | 22   | 0.818 | 873         | 888         | 0.983       |
| 9   | Korea Południowa  | 14  | 11    | 3     | 8     | 15   | 24   | 0.625 | 805         | 850         | 0.947       |
| 10  | Dominikana        | 14  | 11    | 3     | 8     | 11   | 26   | 0.423 | 592         | 868         | 0.682       |
| 11  | Argentyna         | 12  | 11    | 1     | 10    | 4    | 30   | 0.133 | 617         | 812         | 0.760       |
| 12  | Egipt             | 11  | 11    | 0     | 11    | 0    | 33   | 0.000 | 464         | 825         | 0.562       |

     awans na Igrzyska Olimpijskie 2004

## Klasyfikacja końcowa
| Miejsce | Reprezentacja     |
| ------- | ----------------- |
| złoto   | Chiny             |
| srebro  | Brazylia          |
| brąz    | Stany Zjednoczone |
| 4.      | Włochy            |
| 5.      | Japonia           |
| 6.      | Kuba              |
| 7.      | Turcja            |
| 8.      | Polska            |
| 9.      | Korea Południowa  |
| 10.     | Dominikana        |
| 11.     | Argentyna         |
| 12.     | Egipt             |

## Nagrody indywidualne
| MVP               | Najlepsza punktująca | Najlepsza blokująca | Najlepsza atakująca | Najlepsza serwująca    | Najlepsza rozgrywająca | Najlepsza libero |
| ----------------- | -------------------- | ------------------- | ------------------- | ---------------------- | ---------------------- | ---------------- |
| Małgorzata Glinka | Małgorzata Glinka    | Valeska Menezes     | Zhao Ruirui         | Zoila Barros Fernández | Feng Kun               | Arlene Xavier    |